# 베로니카 멘도사

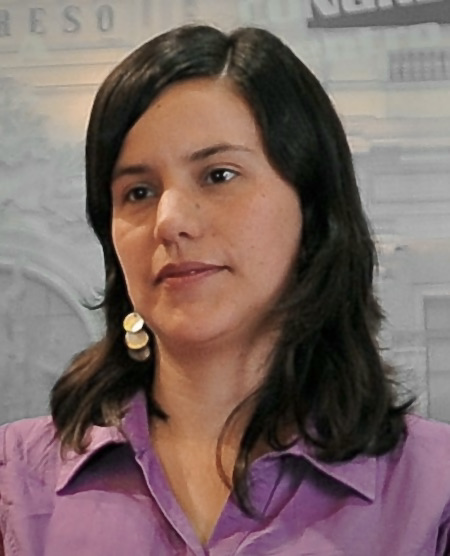

베로니카 패니 멘도사 프리시(스페인어: Verónika Fanny Mendoza Frisch, 1980년 12월 9일 ~ )는 흔히 베로 멘도사(Vero Mendoza)로도 알려진 페루, 프랑스의 심리학자, 교육인, 정치인이다. 2011년 7월부터 2016년 7월까지 쿠스코주의 국회의원을 지냈으며, 2016년 대선에 광역전선 후보로 출마한 바 있다. 현재는 신페루당을 이끌고 있다.

## 역대 선거 결과
| 선거명      | 직책명        | 대수 | 정당     | 1차 득표율 | 1차 득표수  | 2차 득표율 | 2차 득표수 | 결과 | 당락 |
| ----------- | ------------- | ---- | -------- | ---------- | ----------- | ---------- | ---------- | ---- | ---- |
| 2016년 선거 | 페루의 대통령 | 59대 | 광역전선 | 18.74%     | 2,874,940표 |            |            | 3위  | 낙선 |
| 2021년 선거 | 페루의 대통령 | 63대 | 신페루당 | 7.86%      | 1,132,577표 |            |            | 6위  | 낙선 |